# Протесты в Польше 31 августа 1982 года
Протесты 31 августа 1982 года (пол. Protesty 31 sierpnia 1982 roku) — массовые акции протеста в ПНР, организованные подпольной Солидарностью 31 августа 1982. Демонстранты требовали отмены военного положения, освобождения интернированных и политзаключённых, легализации независимого профсоюза. Уличные шествия сопровождались ожесточёнными столкновениями с ЗОМО, особенно в Любине и Вроцлаве, несколько человек погибли. События 31 августа стали крупнейшими польскими протестами времён военного положения. Подавление снизило размах открытых выступлений и побудило «Солидарность» сменить тактику подпольной борьбы.

## Противостояние
С 13 декабря 1981 в Польше действовало военное положение. Власть принадлежала Военному совету национального спасения (WRON) и неформальной «Директории». Председатель WRON генерал Войцех Ярузельский одновременно являлся первым секретарём ЦК правящей компартии ПОРП, председателем Совета министров и министром национальной обороны ПНР. Независимый профсоюз Солидарность был запрещён и подвергался репрессиям. Несколько тысяч активистов интернированы. Забастовки и иные протестные действия жёстко подавлялись милицейскими спецподразделениями ЗОМО при поддержке Службы безопасности МВД (СБ) и регулярных армейских частей. В ряде случаев при подавлении протестов применялось огнестрельное оружие. Крупнейшее кровопролитие произошло на шахте «Вуек» в Силезии — под огнём ЗОМО погибли девять шахтёров-забастовщиков. Общее количество забастовок выступлений в декабре 1981 достигло 199.
Размах протестов оказался значительно меньшим, чем можно было предполагать, исходя из массовой поддержки «Солидарности». Масштабное применение государственного насилия возымело действие. Однако активисты «Солидарности», избежавшие интернирования, создавали нелегальные структуры и разворачивали сопротивление. Подполье выдвинуло лозунг Zima wasza, wiosna nasza! — Зима ваша, весна наша! Уже 30 января 1982 произошли крупные протесты в Гданьске, был подожжён воеводский комитет ПОРП. На заводах нелегально восстанавливались профсоюзные ячейки «Солидарности». Формировались Комитеты социального сопротивления (KOS) — структуры неподконтрольного общения, независимых собраний, устной, листовочной и самиздатовской агитации. Возникали и радикальные структуры, ориентированные на силовую конфронтацию — Группы сопротивления «Солидарные» (GOS) в Варшаве, Академическое движение сопротивления (ARO) в Щецине. Степень ожесточение отразилась 18 февраля 1982, когда подростки-националисты из группировки SZPP — не связанные с «Солидарностью» — застрелили сержанта милиции Здзислава Кароса.
22 апреля 1982 был создан всепольский руководящий орган подпольной «Солидарности» — Временная координационная комиссия (TKK). Председателем TKK стал Збигнев Буяк, до 13 декабря возглавлявший профцентр «Солидарности» в столичном регионе Мазовше. В комиссии состояли также Богдан Лис, Владислав Фрасынюк, Владислав Хардек.
1—3 мая 1982 по призыву TKK поднялись крупные протесты в двенадцати польских городах. В демонстрациях участвовали до 40 тысяч человек. В Варшаве и Щецине происходило нечто подобное уличным боям, погибли четыре человека. Новым фактором стал активный физический отпор со стороны протестующих, были ранены десятки бойцов ЗОМО. Майские столкновения показали: несмотря на силовое превосходство властей, оппозиционное подполье обладает значительным потенциалом.
31 августа отмечалась вторая годовщина Гданьского соглашения 1980 года, итогом которого стала легализация независимого профсоюза. Активисты «Солидарности» решили отметить эту принципиально важную для них дату. Лидеры подполья, вдохновлённые силой майских протестов, на этот раз не колебались. Они вынуждены были учитывать и позицию своих сторонников, недовольных сдержанно-пассивными формами борьбы (типа кратковременных перерывов в работе). 28 июля Буяк от имени TKK призвал поляков на улицы — требовать отмены военного положения, освобождения интернированных и политзаключённых, легализации «Солидарности».

## Назревание
Руководители WRON и ПОРП с большой тревогой ожидали последнего летнего дня. Они всерьёз опасались перерастания уличных манифестаций в общенациональную забастовку (как произошло двумя годами ранее). В течение всего августа велась комплексная подготовка к подавлению протестов. Были проведены 880 обысков, задержаны 338 человек, арестованы 68 (среди них известный диссидент Збигнев Ромашевский), профилактированы 650. Продуманы схемы расположения и выдвижения карательных подразделений во всех городах страны. Заместитель министра внутренних дел генерал Богуслав Стахура и начальник СБ генерал Владислав Цястонь сформировали специальные оперативные группы для уличных захватов. Партийный аппарат мобилизовал формирования ORMO.
Итоги подводил министр внутренних дел генерал Чеслав Кищак на селекторном совещании с воеводскими комендантами милиции 28 августа: «Противник готовит испытание на прочность. Он демонстрирует свою силу, стремясь восстановить положение, существовавшее до 13 декабря, вынудить власть к диалогу на своих условиях. Мы должны победить. Действовать быстро, решительно, жёстко». Главный комендант милиции генерал Юзеф Бейм принял к исполнению указания министра. 29 августа по телевизору выступил сам генерал Ярузельский — он предупредил о предстоящих разгонах и рекомендовал оставаться дома 31-го числа. Тональность этих выступлений, как и всей официальной пропаганды, рассматривалась как однозначно угрожающая. Несколько тысяч армейских офицеров были направлены на заводы с «лекциями»: удерживать рабочих от участия в протестах. 30 августа начальник армейского генштаба генерал Флориан Сивицкий отчитался секретариату ЦК ПОРП о полной боеготовности. Польское агентство печати проинформировало, что органы МВД наделены полномочиями принуждения и правом обращаться за поддержкой к регулярной армии.
Сильно встревожены были представители статусной оппозиции и католического духовенства. 26 августа примас Польши кардинал Юзеф Глемп призвал воздержаться от выступлений: «На наших улицах уже достаточно крови». Начальник пресс-бюро епископата аббат Алоизий Оршулик, с санкции министра Кищака, организовал контакт интернированного председателя «Солидарности» Леха Валенсы с авторитетными советниками профсоюза Яном Ольшевским и Веславом Хшановским. Ольшевский и Хшановский убеждали Валенсу обратиться к Буяку и попросить об отмене уличных акций. Но Валенса ответил, что не видит другого выхода, хотя сам против демонстраций. «Жертвы не будут напрасны», — сказал председатель «Солидарности».
Обстановка накалялась день ото дня. Подпольные региональные профцентры организовали несколько локальных уличные выступлений: 16 августа в Варшаве, 18 августа в Щецине и Эльблонге, 20 августа — снова в Варшаве, 26 августа — во Вроцлаве, 27 августа — в Лодзи, 29 августа — в Ястшембе, 30 августа — снова в Щецине. Все эти демонстрации были жёстко разогнаны ЗОМО.

## Столкновение
Акции протеста по всей стране начались 31 августа около двух часов дня (в рабочий день протестующие выходили на улицы после окончания смен). Самые многочисленные демонстрации происходили в Варшаве, Гданьске, Кракове, Вроцлаве, Лодзи, Любине, Щецине, Ченстохове, Люблине, Кошалине, Бельско-Бяле, Конине, Быдгоще, Пшемысле, Эльблонге, Гожуве-Велькопольски. Демонстрантов немедленно окружали ЗОМО, начинали вытеснять и задерживать. В ответ звучали резкие обличения: «Гестаповцы! Брежневские прислужники!» ЗОМО пускали в ход дубинки, газовые и светошумовые гранаты, затем водомёты, при особом упорстве — огнестрельное оружие: польские пистолет-пулемёты PM-63 RAK и советские автоматы АКМ.
Впоследствии карательные действия обосновывались «словесными оскорблениями» и «физическими нападениями» протестующих на милицию. Говорилось о «группах агрессивной молодёжи», о заранее заготовленных (однако не применённых) «коктейлях Молотова» и шипах для порчи автотранспорта ЗОМО. Однако ни одного факта опережающего насилия со стороны демонстрантов не было задокументировано. Все подобные ситуации возникали уже после атак ЗОМО. Например, в Варшаве, где в столкновениях активно участвовали активисты GOS, в том числе Пётр Изгаршев. Обычно протестующие отбивались, забрасывая ЗОМО камнями.
Кровопролитие произошло в шести городах Польши. Три человека были убиты в Любине, по одному — во Вроцлаве, Гданьске, Торуни, Кракове, Кельце. Наиболее драматично развивались события в Любине (Нижняя Силезия, Легницкое воеводство). «Солидарность» опиралась здесь на шахтёров медных рудников. Профсоюзное подполье возглавляли шахтёры Ян Мадей, Анджей Порошевский, Францишек Каминьский, Павел Котлицкий, Гжегож Ласка и учитель горнорудного техникума Станислав Снег. Им удалось эффективно организовать структуру в условиях военного положения. СБ относила Легницкое воеводство к наиболее проблемным регионам. Положение осложнялось стратегическим значением промышленного «Медного пояса» и расположением в Легнице штаба Северной группы советских войск.
На демонстрацию в Любине вышли около пяти тысяч человек. Это оказалось больше ожидаемого, городская комендатура милиции запросила подкреплений в Легнице. Заместитель воеводского коменданта полковник Богдан Гарус санкционировал переброску. И. о. городского коменданта поручик Ян Май отдал приказ о разгоне. Руководили операцией поручики Здзислав Кленский и Станислав Шиманьский. Однако атака ЗОМО, несмотря на применение газовых гранат, была отбита протестующими. Тогда взводный Тадеуш Яроцкий отдал приказ стрелять на поражение.
Погибли три человека: любинские электрики Мечислав Позняк, Михал Адамович и механик Анджей Тарковский, приезжий из Вроцлава. Огнестрельные ранения получили четырнадцать протестующих. Уличные столкновения и стрельба длились до ночи и продолжились на следующие день. Эти события получили название Zbrodnia lubińska — Любинское преступление. Снимок фотожурналиста Кшиштофа Рачковяка, запечатлевший, как пятеро демонстрантов уносят смертельно раненого Михала Адамовича, стал символом 31 августа.
Самое упорное сопротивление оказали протестующие во Вроцлаве. Здесь с июня действовало радикально антикоммунистическое движение Борющаяся солидарность, автономное от профсоюза. Возглавлял его физик Корнель Моравецкий, актив комплектовался из студентов и преподавателей университетского центра, технической интеллигенции, школьной молодёжи. Эти кадры сочетали идеологическую ярость с практичным «техническим» мышлением и жёсткой дисциплиной. Они заранее подготовились к 31-му — сформировали мобильные группы, продумали схемы передислокаций и места засад, заготовили оснащение. Для узнавания своих в некоторых отрядах было даже подобие униформы.
Именно во Вроцлаве утром 31 августа пролилась первая кровь. Огнём ЗОМО был смертельно ранен токарь Казимеж Михальчик (существует версия, что его застрелил известный спортсмен Артур Олех, чемпион Польши по боксу, служивший тогда в милиции). С двух до трёх часов дня столкновения разгорелись в разных частях города. Центр был перекрыт баррикадами, мобильные группы предприняли серию неожиданных атак. На газовые гранаты ЗОМО они отвечали градом камней и бутылками с зажигательной смесью. Несколько раз протестующие вынуждали ЗОМО отступать и даже обращали в бегство. Специалисты-подпольщики наладили постоянную радиотрансляцию событий и при этом сумели дезорганизовать милицейскую радиосвязь. Горожане активно поддерживали демонстрантов. В рапортах СБ отмечалось повсеместное скандирование антикоммунистических лозунгов. Было зафиксировано несколько попыток избиения и даже линчевания милиционеров — впрочем, безуспешных.
Общая численность вроцлавских демонстрантов доходила до 20 тысяч человек. Численность сил подавления составляла около 4 тысяч (особую жёсткость, наряду с ЗОМО, демонстрировала воеводская СБ во главе с полковником Чеславом Блажеевским). Воеводский комендант милиции полковник Здзислав Берначик запросил армейскую помощь. Только таким образом к полуночи удалось в основном подавить сопротивление. Были задержаны более шестисот человек, многие подверглись избиениям, пыткам и издевательствам на милицейских постах. Эти события получили названия Bitwa wrocławska — Вроцлавская битва.
Жёсткий оборот принимали события и в других городах Нижней Силезии. В массовую драку с милицией вступили протестующие в Дзержонюве, милицейский комиссариат и городской комитет ПОРП подверглись нападению в Беляве. Но гораздо чаще протест «Солидарности» носил мирный характер — шествия, возложение цветов к историческим мемориалам, произнесение публичных оппозиционных речей, пение национального и католических гимнов. Такие действия преследовались органами МВД наравне с физическим сопротивлением.

## Итоги
В акциях протеста 31 августа 1982 года приняли участие 118 тысяч поляков в 66 городах. Эти официальные данные часто рассматриваются как заниженные.
Погибли восемь человек: Михал Адамович, Мечислав Позняк, Анджей Тарковский в Любине, Казимеж Михальчик во Вроцлаве, Пётр Садовский в Гданьске, Яцек Османьский в Торуни, Мечислав Йонец в краковской Нова-Хуте, Станислав Рачек в Кельце. Адамович, Позняк, Тарковский, Михальчик, Садовский, Османьский, Йонец убиты из огнестрельного оружия, Рачек забит дубинками. Все они были рабочими, католиками, членами и сторонниками «Солидарности».
Количество раненых демонстрантов не подсчитано, но по всем оценкам исчислялось сотнями. Более 5 тысяч человек были задержаны милицией. Из них около 3 тысяч подверглись административному преследованию, 126 человек осуждены по уголовным статьям. Со стороны правительственных сил получили ранения 148 бойцов ЗОМО и сотрудников милиции.
Правящий режим посчитал подавление протестов своим успехом и основанием придерживаться жёсткой линии. Порядки военного положения до конца года сохранялись в жёстком формате. Всю ответственность власти перекладывали на оппозицию. ПОРП обвиняла «Солидарность» в отказе от диалога и сознательном выборе конфронтации — при том, что установление военного режима само по себе пресекало всякий диалог, и этот курс был подтверждён в первомайской речи Ярузельского. 8 октября 1982 сейм ПНР принял закон о профсоюзах, распускавший все существовавшие в стране профобъединения — что означало законодательный запрет «Солидарности». Вина за насилие 31 августа возлагалась на «агрессивную маргинальную молодёжь». В официальном ходу были такие идиоматические выражения, как «синие птицы», «жаждущие драки», «рождённые в воскресенье».
Подпольная «Солидарность», как и общество в целом, убедились: в открытой силовой конфронтации одолеть режим не удаётся. Карательный потенциал WRON перевешивает решительность протестующих. Произошёл заметный спад протестных настроений. Уличные акции после 31 августа 1982 временами продолжались — в частности, ежегодно отмечали день скорби шахтёры в Любине. Однако такие выступления стали редкими и в общем малочисленными. Осенью 1982 массы впервые не откликнулись на призыв «Солидарности» — сорвалась запланированная на 10 ноября всеобщая забастовка. Подполье вынуждено было сделать упор на иные методы — агитацию, бойкот властей, формирование конспиративных ячеек. При этом подчёркивался принципиальный отказ «Солидарности» от насильственных методов борьбы.
Относительно крупные демонстрации «Солидарности» удалось провести 31 августа 1987 — уже в иной политической обстановке. 31 августа 1988 пришлось на мощную забастовочную волну, за которой последовали переговоры в Магдаленке, Круглый стол и альтернативные выборы. 31 августа 1989 правительство Польши уже возглавлял представитель «Солидарности» Тадеуш Мазовецкий.

## Память
31 августа 1992, на 10-летний юбилей, в Любине был открыт мемориал. Институт национальной памяти проводит тематические мероприятия. В 2017, к 35-летию событий, Национальный банк Польши выпустил памятную серебряную монету номиналом 20 злотых с символическим изображением восстания в Любине.
Обстоятельства Любинского преступления изучались специальной комиссией сейма под председательством Яна Рокиты. В 1991 возобновилось прокурорское расследование. Обвинение было предъявлено семи офицерам городской и воеводской комендатур. Окончательное судебное решение было вынесено в 2004: Тадеуш Яроцкий и Богдан Гарус приговорены к 2 годам 6 месяцам заключения, Ян Май — к 3 годам 6 месяцам. Длительность процессов и отсутствие реального наказания руководителей подавления рассматривается как «проблема правосудия Третьей Речи Посполитой».
В современной Польше протесты 31 августа 1982 года считаются актом борьбы «Солидарности» против диктаторского режима.